# Landtag Reuß jüngerer Linie (1848–1849)
Dieser Artikel behandelt den ersten Landtag Reuß jüngerer Linie 1848 bis 1849, den sogenannten Beratungslandtag.

## Landtag
Der erste Landtag Reuß jüngerer Linie wurde nach der Märzrevolution Juni bis August 1848 gewählt.
Als Abgeordnete wurden gewählt:
| Name                                  | Wohnort/Rittergut             | Kurie                        | Wahlkreis                       | Anmerkung |
| ------------------------------------- | ----------------------------- | ---------------------------- | ------------------------------- | --- |
| Johann Karl Christian Adler           | Saalburg                      | Stadt Saalburg               | Fürstentum Gera                 | |
| Eduard Alberti                        | Hohenleuben                   | Ritter- und Landschaft       | Fürstentum Gera                 | |
| Heinrich Gustav Behr                  | Tanna                         | Stadt Tanna                  | Fürstentum Schleiz              | Vom 20. November bis 15. Dezember 1848 Stellvertreter für Gustav Knoch; Nachfolger für Gustav Knoch ab dem 27. August 1849  |
| Hermann Freiherr von Beust            | auf Bethenhausen              | Ritter- und Landschaft       | Fürstentum Gera                 | Mandat Februar/März 1849 niedergelegt                                                                                       |
| Eduard Freiherr von Brandenstein      | auf Kretzschwitz und auf Hain | Ritter- und Landschaft       | Fürstentum Gera                 | Mandat Februar/März 1849 niedergelegt                                                                                       |
| Wilhelm Ferdinand Bretschneider       | Schleiz                       | Stadt Schleitz               | Fürstentum Schleiz              | Vertreter für Röhr vom 2. Oktober bis 15. Dezember 1848                                                                     |
| Gottlieb Heinrich Broßmann            | Schleiz                       | Landbewohner                 | Fürstentum Schleiz              | Ab 5. März 1849 für den verstorbenen Weithas                                                                                |
| Johann Heinrich Bruhm                 | Gera                          | Stadt Gera                   | Fürstentum Gera                 | Mandat am 30. Oktober 1848 niedergelegt. Nachfolger: Petermann                                                              |
| Johann Gottlieb Eichler               | Trebnitz                      | Landbewohner                 | Fürstentum Gera                 | |
| Haubold von Einsiedel                 | auf Leumnitz                  | Ritter- und Landschaft       | Fürstentum Gera                 | Stellvertreter für von Beust. Nach Mandatsniederlage wurde am 4. Dezember 1848 Edler von der Planitz als Nachfolger gewählt |
| Heinrich Gustav Hermann Fasold        | Hirschberg/Saale              | Landbewohner                 | Fürstentum Lobenstein-Ebersdorf | |
| Johann Friedrich Nickol Fraaß         | Altengesees                   | Landbewohner                 | Fürstentum Lobenstein-Ebersdorf | |
| Johann Heinrich Franz                 | Lobenstein                    | Stadt Schleitz               | Fürstentum Schleiz              | |
| Adolf Ludwig Gustav Fuchs             | Hohenleuben                   | Landbewohner                 | Fürstentum Schleiz              | |
| Anton Fürbringer                      | Gera                          | Stadt Gera                   | Fürstentum Gera                 | Am 26. Mai 1849 als Nachfolger für Glaß gewählt                                                                             |
| Julius Glaß                           | Gera                          | Stadt Gera                   | Fürstentum Gera                 | Mandat niedergelegt. Nachfolge: Fürbringer                                                                                  |
| Heinrich Gottlieb Göll                | Schleiz                       | Stadt Schleitz               | Fürstentum Schleiz              | |
| Gottlob Friedrich Groß                | Hohenleuben                   | Landbewohner                 | Fürstentum Schleiz              | Stellvertreter für Fuchs vom 27. August bis 11. September und vom 18. Oktober bis 21. Dezember 1849                         |
| Eduard Hagenbruch                     | Weimar und auf Söllmnitz      | Ritter- und Landschaft       | Fürstentum Gera                 | Nachfolger für von Brandenstein im Februar oder März 1849                                                                   |
| Christian Friedrich Hercher           | Köstritz                      | Landbewohner                 | Fürstentum Gera                 | |
| Albert Alexander Hickethier           | Ruppersdorf                   | Landbewohner                 | Fürstentum Lobenstein-Ebersdorf | Vertreter für Horn vom 5. September bis 21. Dezember 1849                                                                   |
| Ferdinand Horn                        | Lemnitzgrund                  | Landbewohner                 | Fürstentum Lobenstein-Ebersdorf | |
| Karl Bernhard Jäger                   | Lobenstein                    | Landbewohner                 | Fürstentum Lobenstein-Ebersdorf | |
| Johann Christoph Jäger                | Stübnitz                      | Landbewohner                 | Fürstentum Gera                 | |
| Johann Christian Jäger                | Hirschberg/Saale              | Stadt Hirschberg             | Fürstentum Lobenstein-Ebersdorf | Vertreter für Müller vom 27. August bis 21. Dezember 1849                                                                   |
| Christian Gottlob Kirchhof            | Gera                          | Stadt Gera                   | Fürstentum Gera                 | Am 26. Mai 1849 als Nachfolger für Metzner gewählt                                                                          |
| Christian Gottlieb Kneusel            | Harpersdorf                   | Landbewohner                 | Fürstentum Gera                 | |
| Carl Christian Friedrich Gustav Knoch | Schleiz                       | Ritter- und Landschaft       | Fürstentum Schleiz              | |
| Gustav Philipp Knoch                  | Tanna                         | Stadt Tanna                  | Fürstentum Schleiz              | Mandat am 18. Februar 1849 niedergelegt. Nachfolger: Behr                                                                   |
| Johann Philipp Knoch                  | Hirschberg/Saale              | Landbewohner                 | Fürstentum Lobenstein-Ebersdorf | Mandat am 17. März 1849 niedergelegt. Nachfolger: Wetzel                                                                    |
| Friedrich August Krässe               | Dorna                         | Landbewohner                 | Fürstentum Gera                 | Verstorben am 21. Oktober 1849                                                                                              |
| Georg Karl Leopold Krause             | Langenberg b. Gera            | Landbewohner                 | Fürstentum Gera                 | Ausgeschieden am 4. April 1849 wegen Umzugs. Nachfolger: Steingrüber                                                        |
| Carl Ernst Kunze                      | Zeulenroda                    | Ritter- und Landschaft       | Fürstentum Schleiz              | Am 5. Februar 1849 als Nachfolger für Carl Christian Friedrich Gustav Knoch gewählt                                         |
| Friedrich August Lecker               | auf der Kapelle bei Schilbach | Landbewohner Pflege Saalburg | Fürstentum Gera                 | |
| Johann Philipp Mayer                  | Gera                          | Stadt Gera                   | Fürstentum Gera                 | |
| Carl Friedrich Heinrich Meinhard      | Langenwetzendorf              | Landbewohner                 | Fürstentum Schleiz              | |
| Friedrich Louis Metz                  | Gera                          | Stadt Gera                   | Fürstentum Gera                 | Stellvertreter für Buhn vom 2. bis 15. Oktober 1848                                                                         |
| Carl Adolph Hermann Metzner           | Gera                          | Stadt Gera                   | Fürstentum Gera                 | |
| Christoph Heinrich David Müller       | Hirschberg/Saale              | Stadt Hirschberg             | Fürstentum Lobenstein-Ebersdorf | |
| Karl Friedrich Petermann              | Gera                          | Stadt Gera                   | Fürstentum Gera                 | Am 27. November 1848 als Nachfolger von Bruhm gewählt                                                                       |
| Gustav Adolf Edler von der Planitz    | auf Caaschwitz                | Ritter- und Landschaft       | Fürstentum Gera                 | Am 4. Dezember 1848 als Nachfolger von Einsiedel gewählt                                                                    |
| Adam Gottlob von Püttner              | Lobenstein                    | Ritter- und Landschaft       | Fürstentum Lobenstein-Ebersdorf | |
| Franz Eduard Röhr                     | Schleiz                       | Stadt Schleiz                | Fürstentum Schleiz              | Mandat am 17. April 1849 niedergelegt. Nachfolger: Franz                                                                    |
| Johann Georg Schleif                  | Triebes                       | Landbewohner                 | Fürstentum Schleiz              | |
| Hermann Traugott Steingüber           | Langenberg b. Gera            | Landbewohner                 | Fürstentum Gera                 | |
| Christoph Heinrich Tamm               | Lobenstein                    | Stadt Lobenstein             | Fürstentum Lobenstein-Ebersdorf | Nachfolger für Krause |
| Heinrich Herman Weißker               | Schleiz                       | Landbewohner                 | Fürstentum Schleiz              | Mandat am 3. November 1848 niedergelegt. Nachfolger Weithas                                                                 |
| Heinrich Gustav Weithas               | Schleiz                       | Landbewohner                 | Fürstentum Schleiz              | Am 12. November 1848 als Nachfolger von Weißker gewählt                                                                     |
| Franz Heinrich August Wetzel          | Wurzbach                      | Landbewohner                 | Fürstentum Lobenstein-Ebersdorf | Als Nachfolger von Philip Knoch am 1. Mai 1849 gewählt                                                                      |

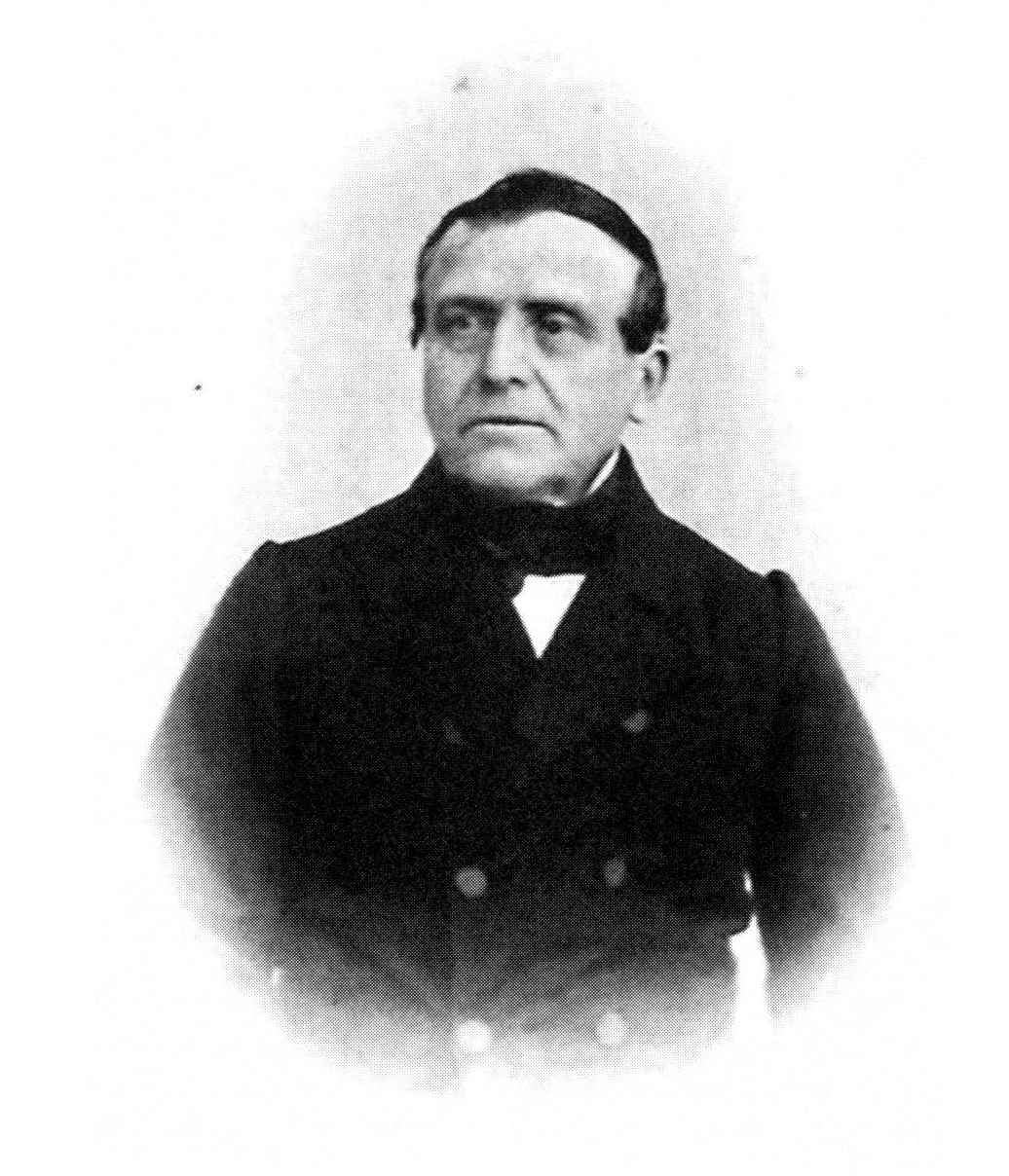
Landtagspräsident Philipp Mayer

Die Mandate der Vertreter der alten Ritter- und Landschaften waren strittig. Nachdem die Mehrheit des Landtags am 29. September 1848 die Ungültigkeit der Mandate festgestellt hatte, erklärten die Vertreter der alten Ritter- und Landschaften am 3. Oktober 1848 ihren „einstweiligen“ Mandatsverzicht. Am 9. März 1849 fragte daher Kanzler Bretschneider bei der Provisorischen Zentralgewalt an. Das Reichsministerium des Innern unter Friedrich Bassermann entschied in einem Schiedsspruch am 5. April für die 5 Abgeordneten. Ab dem 27. August 1849 nahmen die fünf Abgeordneten wieder an den Landtagssitzungen teil.
Landtagskommissar war Kanzler Robert von Bretschneider. Unter dem Alterspräsidenten Müller wählte der Landtag Philipp Mayer zum Landtagspräsidenten und Philipp Knoch (vom 4. Oktober bis zum 27. Dezember und vom 5. März bis zum 17. März 1849) bzw. Hermann Fasold (vom 27. August bis zum 21. Dezember 1849) zum Vizepräsidenten.
Erster Sekretär war bis zum 1. November 1848 Ludwig Fuchs und danach Heinrich Göll. Stellvertretender erster Sekretär waren Fraaß, Kneusel und Petermann.
Der Landtag einigte sich auf eine Verfassung (das Staatsgrundgesetz) und ein neues Wahlrecht und beendete am 21. Dezember 1849 seine Arbeit.